# Lettre de défi pour Shinichi Kudô : Le Mystère de l'oiseau légendaire
 (mars 2012).
Si vous disposez d'ouvrages ou d'articles de référence ou si vous connaissez des sites web de qualité traitant du thème abordé ici, merci de compléter l'article en donnant les références utiles à sa vérifiabilité et en les liant à la section « Notes et références ».
Pour plus de détails, voir Fiche technique et Distribution.
Lettre de défi pour Shinichi Kudô : Le Mystère de l'oiseau légendaire (工藤新一への挑戦状～怪鳥伝説の謎～, Kudo Shinichi e no Chousenjou~Kaichou Densetsu no Nazo~) est le troisième drama spécial basé sur le manga Détective Conan. Il a été diffusé le 15 avril 2011 sur NTV.

## Synopsis
L’histoire se déroule 100 jours avant que le héros Kudo Shinichi ne devienne Edogawa Conan. Le jeune lycéen détective se rend avec Ran et les autres dans la ville de Jugoya. Selon une rumeur, une pie-grièche bucéphale géante s’attaque aux gens de la ville et les tue. La ville a prévu d’organiser dans 3 jours un grand festival pour apaiser l’âme de cet oiseau géant. La légende semble liée à la famille Wakura dont les membres sont tués les uns après les autres de la même façon…

## Musique
Le générique de fin est To You du groupe de J-Pop Dream.

## Distribution
- Junpei Mizobata : Shinichi Kudo
- Shiori Kutsuna : Ran Mouri
- Takanori Jinnai (en) : Kogoro Mouri
- Sayaka Akimoto : Sonoko Suzuki
- Nene Ōtsuka : Eri Kisaki